# Panenteismo
Il panenteismo (dal greco antico πᾶν?, pân, "tutto" e ἐν, en, "in" e θεός, theós, "Dio") è la posizione teologica che sostiene che Dio sia immanente nell'universo, ma che allo stesso tempo lo trascenda. Si distingue dal panteismo, che sostiene che Dio coincida invece con l'universo materiale. Nel panenteismo Dio è visto come il creatore e/o la forza animatrice dell'universo, che pervade il cosmo e di cui tutte le cose sono costituite. Questo concetto di Dio è strettamente associato con quello del Logos proposto dal filosofo greco Eraclito nel V secolo a.C..

## Descrizione

### Panenteismo e altre credenze religiose
Il panenteismo, così come sopra definito in modo ampio, è compatibile con un gran numero di credenze religiose e con il misticismo, un tipo di esperienza umana diffusa in tutti i tempi e in tutte le religioni. Molte religioni insegnano che Dio non è il "Dio orologiaio" di Cartesio e degli illuministi né che si palesi solo attraverso i miracoli. Al contrario, Dio non sarebbe solo necessario per la creazione dell'universo, ma in ogni istante ci sarebbe bisogno della sua presenza perché esso "continui ad esistere". Questa posizione sembra essere descritta con linguaggio antropomorfico già in un testo della tradizione ebraica pre-cristiana, tuttora utilizzato nella liturgia di molte confessioni religiose:
(Bibbia, Libro dei Salmi, 104, 29)

Così pure per gli Indù: 
(Bhagavadgītā, a cura di Anne-Marie Esnoul, Adelphi, 1991, III, 24)
Ancora più esplicite sono le affermazioni di San Paolo nell'Areopago. Secondo Paolo, Dio "non è lontano da ciascuno di noi" e "in lui viviamo, ci muoviamo ed esistiamo" At 17, 27-28
Anche sul piano strettamente filosofico e teologico la necessità di formalizzare una forma di presenza di Dio nell'universo è ben presente sin dall'antichità, allo scopo di ovviare alle caratteristiche parmenidee dell'essere, incompatibili con la molteplicità degli esseri che costituiscono l'universo. Il neoplatonismo è in qualche modo panenteistico: Plotino sosteneva l'esistenza di un Dio trascendente e ineffabile (l'Uno), di cui tutte le realtà sarebbero delle emanazioni. Dall'Uno emanerebbero l'Intelletto Divino, l'Anima Mundi e il Mondo. Perfino nel tomismo, Dio compare fra i principi d'essere, gli ingredienti costitutivi di ogni sostanza finita.
Vi è però una differenza sostanziale fra forme di panenteismo accettabili dalla maggior parte delle religioni e il panenteismo radicale descritto nel seguito. Per un accordo, infatti, occorrerebbe mantenere una distanza ontologica tra il creato e il Non-creato: Dio è dentro la creazione, ma la creazione non è "parte di Dio". Ad esempio:
(Herbert Vorgrimler, Nuovo dizionario teologico, Bologna 2004, p. 493)

### Sviluppo formale di un panenteismo radicale
Il termine "panenteismo" fu coniato nel 1828 dal filosofo tedesco Karl Krause (1781–1832), che cercava di trovare un punto di equilibrio fra monoteismo e panteismo. Krause era un filosofo idealista, allievo di Schelling, Fichte ed Hegel. La sua concezione di Dio fu molto influenzata dalla Filosofia della Natura di Schelling e a sua volta influenzò i trascendentalisti come Ralph Waldo Emerson. Anche la filosofia di Afrikan Špir può essere considerata come una forma di panenteismo radicale.
Il termine venne ripreso da Max Scheler, che nell'ultimo periodo, influenzato da Schelling, utilizzò tale termine per definire la propria tesi del Dio diveniente (werdender Gott), tanto che l'espressione "panenteismo evoluzionistico" è comunemente usata per definire fra gli interpreti la posizione dell'ultimo Scheler. Nel testo La posizione dell'uomo nel cosmo (1927) c'è l'esigenza di rivalutare la sacralità della natura senza rinunciare per questo a una dimensione trascendente di Dio (il Deus absconditus), e inoltre di pensare l'evoluzione cosmica e il divenire di Dio non come contrapposti, ma come complementari. In tal modo il Dio diveniente costringe a ripensare anche il concetto di rivelazione del divino, prevedendo una rivelazione continua e inesauribile: la rivelazione non è data tutta in una volta, perché questo significherebbe che ciò che viene dopo sarebbe solo ripetizione.

Al centro della rivelazione non c'è più la tesi della creatio ex nihilo, ma quella di una creatio continua. Sempre partendo dal presupposto di una parziale coincidenza fra divenire di Dio e processo cosmico, la tesi di Scheler apre le porte alla teologia del "Dio del futuro": 
"Allo spirito non può essere assegnato alcun potere creativo positivo. Di fronte a queste conseguenze crolla anche la tesi di una «creazione dal nulla»: se il principio di tutte le cose vuole realizzare la sua Deitas, allora dovrebbe liberare l'impulso primordiale generativo del mondo, [...] dovrebbe per così dire farsi carico del processo cosmico in modo da poter realizzare la propria essenza in e attraverso questo processo: [...] si realizzerà come esistenza divina solo nella misura in cui, con l'aiuto dell'uomo, realizzerà l'eterna Deitas nell'impulso primordiale della storia cosmica e nell'uomo stesso. E solo nella misura in cui il mondo stesso diverrà il corpo-vivente dello spirito eterno e dell'impulso primordiale, solo allora questo processo potrà avvicinarsi al suo fine: quello dell'autorealizzazione della divinità. [...] Detto in altri termini: l'obiettivo e il fine del divenire infinito è rappresentato dalla reciproca compenetrazione di uno spirito inizialmente impotente e di un impulso primordiale inizialmente demoniaco e cieco. Ecco che allora l'equivoco del teismo tradizionale consiste essenzialmente nello scambiare ciò [il Dio onnipotente dell'Antico Testamento] che in realtà è solo il punto finale di arrivo con il punto di partenza".
Successivamente il termine compare anche in Charles Hartshorne nel suo sviluppo della teologia neoclassica e venne adottato anche da vari proponenti di movimenti New Thought. A partire dagli anni quaranta, Hartshorne cominciò a esaminare numerose concezioni di Dio e ricomprese panteismo, deismo e pandeismo nell'unico concetto di panenteismo, rilevando che la dottrina panenteistica conterrebbe tutte le precedenti dottrine eccetto la loro arbitraria negazione.
Hartshorne concepì Dio come necessariamente capace di divenire 'più perfetto', sostenendo che Dio aveva perfezione assoluta nelle categorie per le quali era possibile l'assoluta perfezione, e aveva una perfezione relativa (cioè era superiore a tutti gli altri) in quelle categorie per le quali la perfezione non poteva essere determinata in modo preciso.
Nonostante la formalizzazione del termine in Occidente risalga solo al XVIII secolo, l'analisi formale del panenteismo non è altrettanto nuova: da millenni nell'ambito dell'Induismo vengono scritti su di esso trattati filosofici.

## Aspetti panenteistici di varie credenze religiose
Gli indiani del Nord America, prima dell'introduzione delle categorie cognitive cristiano/occidentali dell'individualità e provvisorietà in gran parte assenti prima di Colombo, erano e sono in gran parte panentestici, avendo una concezione di Dio come entità contemporaneamente immanente nella creazione e trascendente da essa.
Un'eccezione è rappresentata dai Cherokee che erano monoteisti. La maggior parte dei popoli del Sud America erano in prevalenza panenteisti, come lo erano le culture dell'antico Sud Est Asiatico. Nel Centroamerica la civiltà dei Maya, degli Aztechi come pure gli Inca (Tahuatinsuyu) del Sudamerica erano di fatto politeisti e veneravano per la maggior parte deità maschili.

### Chiesa cristiana ortodossa
La Chiesa cristiana ortodossa ha una dottrina chiamata "panenteismo" per descrivere la relazione tra il Non-creato (Dio, onnipotente eterno e costante) e la sua creazione, che nonostante la somiglianza mantiene una distinzione critica dal panenteismo sopra descritto.
Cioè, le energie di Dio sostentano tutti gli esseri viventi, anche nel caso in cui quegli esseri apertamente Lo ricusino. Il suo amore per il creato è tale che Egli non l'abbandonerà, il che vorrebbe significare la forma definitiva di sterminio, non una mera imposizione della morte ma la fine dell'esistenza del tutto. Proprio per questo, tutto il creato è santificato e nessuna sua pur minima parte è da considerare malvagia in modo innato. Comunque, ciò non vuol significare la negazione dell'esistenza del male in un universo caduto in peccato per Adamo, bensì solo che il male non è un'“innata” proprietà della creazione.
Questo panenteismo cristiano ortodosso si distingue da un panenteismo fondamentalista nel mantenere un divario ontologico, una distanza fra creato e non-creato. La creazione non è "parte di" Dio, e l'Ente supremo resta distinto dalla creazione; comunque, Dio è "dentro" tutta la creazione, perciò l'analisi ortodossa del mondo è "pan-enteismo" (Dio risiede in tutte le cose) e non "panen-teismo" (Tutte le cose fanno parte di Dio ma Dio è più della somma di tutte le cose).

### Altri panenteismi cristiani
Modelli di Dio del tipo panenteistico sono eccezionalmente comuni fra teologi, esegeti, studiosi di etica cristiana e filosofi della religione. La teologia del processo, la spiritualità della creazione, e il circolo panenteista rappresentano tre scuole di pensiero che hanno del mondo una visione panenteistica. I modelli di panenteismo da questi proposti sono diversi da quelli della Chiesa Ortodossa. La Chiesa di Unità (Unity Church) è un ulteriore esempio di una chiesa cristiana con posizioni panenteistiche.
Alcuni sostengono che il panenteismo include anche la nozione che Dio sia stato sempre posto in relazione con un mondo o con un altro, nozione che nega l'idea della creazione dal nulla (creatio ex nihilo). Thomas Jay Oord è un sostenitore del panenteismo, però usa la parola "teocosmocentrismo" per evidenziare la nozione secondo cui Dio ed un mondo od un altro sono i blocchi costitutivi di una particolarmente feconda teologia. Questa forma di panenteismo cerca di superare il problema del male e tenta di proporre un Dio il cui amore per il mondo è essenziale al suo Essere.

### Nell'Ebraismo
Il panenteismo è la premessa teologica dello chassidismo e della Kabbalah come pure del pensiero ebraico Talmudico e non Kabbalistico medievale. Oggi esso rappresenta la corrente di pensiero principale, contraddetta da alcuni dissenzienti.

### Nell'Islam
Diversi mistici e teorici del Sufismo, in particolar modo Ibn Arabi, formularono dottrine in qualche modo panenteistiche ed emanatistiche. Questo insieme di nozioni in seguito confluirono nella teoria detta waḥdat al-wujūd (in arabo وَحْدَة اَلْوُجُود‎?, "unità di tutte le cose"). Alcuni tipi di Sufismo, in particolare i Bektashi, continuano ad abbracciare credenze panenteistiche. La maggior parte degli Ismailiti professano il panenteismo. 
Uno dei 99 nomi di Allah è "Al-Qayyuum", il cui significato è all'incirca "Il Sussitente per Cui tutto sussiste". Nel versetto del Trono (2:255 del Corano) il trono di Dio "si estende oltre la terra e i cieli, la cui sussistenza non Gli costa pena alcuna". Dunque anche nell'Islam si ha una forma di panenteismo, per cui il creato è pervaso dalla potenza ordinatrice di Dio che lo mantiene vivo e in armonia, e in assenza di tale potenza il creato cesserebbe immediatamente di esistere. Inoltre il versetto 2:115 afferma che "Ad Allah appartengono l'Oriente e l'Occidente. Ovunque vi volgiate, ivi è il Volto di Allah. Allah è immenso e sapiente." Comunque l'Islam tradizionale rifiuta fermamente il panteismo che rischierebbe fortemente di condurre allo širk (in arabo شرك‎?), cioè al politeismo, che è il più grande peccato in assoluto nella dottrina islamica.

### Nell'Induismo
Molte interpretazioni dell'Induismo possono essere considerate come panenteistiche. Le prime e più antiche idee di panenteismo trovano origine nella Bhagavadgītā .
Satguru Sivaya Subramuniyaswami, affermò che "il panenteismo consiste nel vedere l'universo come parte dell'Essere supremo, quindi differente dal panteismo (dottrina del "tutto-è-Dio"), che identifica Dio con tutto ciò che esiste. Al contrario, il panenteismo sostiene che Dio pervade il mondo, ma è anche oltre il mondo. Egli è immanente e trascendente, relativo ed Assoluto. Questo ricomprendere gli opposti è detto dipolarismo. Per i panenteisti, Dio è in ogni cosa, e ogni cosa è in Dio."
Alcune interpretazioni della Bhagavadgītā e del Shri Rudram sostengono questa posizione.
Per esempio, è stato interpretato come sostegno al panenteismo quanto disse il dio Krishna ad Arjuna: "Io di continuo sostengo l'intero universo mediante un'infinitesima parte del mio potere divino". (Bhagavadgītā, Cap. 10, versetto 42.) Idee panentestiche sono formulate a chiare lettere in svariati stotra. Per esempio, il Vedasara Shivastotram afferma: "Da Te emerge questo universo di forme, e in Te esso esiste. In Te alla fine l'universo scomparirà."
L'idea induista del panenteismo è stata definita da alcuni studiosi come teismo monistico. Per esempio, nel Vaishnavismo, è interessante notare che le scuole erano tutte panenteistiche. La scuola del puro monismo Vallabhacharya, la scuola Nimbārka di Dvaitaadvaita e la scuola del monismo di Rāmānuja sono tutte panenteistiche. Inoltre è panenteistica la scuola Gaudiya Vaishnava di Caitanya. Fra le teologie shivaite, possono essere considerate panenteistiche le tradizioni dello Śaivasiddhānta e dello Shivaismo kashmiro.

### Gnosticismo, Manicheismo, Cabala
Alcune correnti dello Gnosticismo sostengono un'idea inversa di panenteismo: esse considerano la materia come il male e definitivamente dannata, perciò non può essere parte di Dio (vedi Sethiani e Ofiti). Questo rigido dualismo lo si rinviene chiaramente nella dottrina del Manicheismo.
Lo gnosticismo di Valentiniano sostiene che la materia viene in essere tramite emanazioni dell'essere supremo, e in qualche modo questo evento è considerato accidentale più che voluto. Per altri Gnostici, le emanazioni sono simili alle Sephiroth della Cabala - descrizione della manifestazione di Dio tramite un complesso sistema della realtà.